# Hallvar Witzø
Hallvar Witzø (geboren 1984) ist ein norwegischer Kurzfilm-Regisseur.
Witzø kommt aus Leksvik und hat in Lillehammer an Den norske filmskolen Regie studiert. Sein Abschlussfilm Tuba Atlantic wurde 2012 für einen Oscar in der Kategorie Bester Kurzfilm nominiert, jedoch nachträglich disqualifiziert. Sein Film Ja vi elsker nahm 2014 am Kurzfilmwettbewerb der Internationalen Filmfestspiele von Cannes teil.

## Filmographie (Auswahl)
- 2008: Kosmonaut
- 2009: Svigertur
- 2009: Remi
- 2010: Tuba Atlantic
- 2014: Ja vi elsker
- 2022: Alle hassen Johan (Alle hater Johan)
- 2024: Pørni (Fernsehserie, 6 Folgen)